# Serravalle (Saint-Marin)
Pour les articles homonymes, voir Serravalle.
Serravalle est un des neuf castelli (municipalité) de la république de Saint-Marin.
Il s’agit de la localité la plus peuplée du pays ; elle comptait 11 035 habitants en 2020.

## Géographie

### Localisation

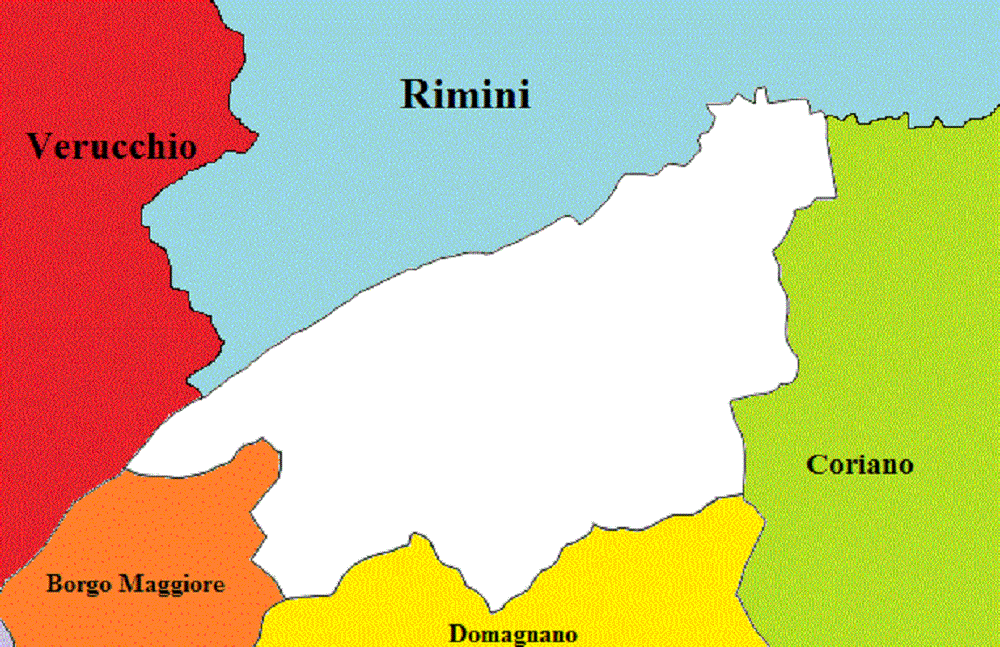
Les communes limitrophes.

La commune est située au nord-est de la République de Saint-Marin.

### Relief et géologie
Sites particuliers :

### Hydrographie
Serravalle est arrosé par le torrente Ausa qui s'écoule ensuite en Italie vers Rimini. Dans Serravalle, il conflue avec le torrente della Valle Giurata. 

### Voies de communication et transports
Depuis Serravale, une route en lacets conduit jusqu'à Borgo Maggiore, au pied de la Città di San Marino, traversant les agglomérations de La Fiorina et de Domagnano.

## Urbanisme

### Morphologie urbaine
La commune est un important centre urbain au pied du château médiéval.

#### Quartiers, hameaux et lieux-dits
- Cinque Vie ;
- Costa ;
- Dogana, poste frontière avec l'Italie, où l'on trouve de nombreux commerces, des restaurants et des hôtels pour touristes ;
- Falciano ;
- Galazzano ;
- Il Poggio, centre historique de Serravalle ;
- Le Bosche, sur la frontière, à l'est ;
- Pian di Falciano, près de la frontière italienne ;
- Rancidello ;
- Rovereta.

## Toponymie

### Attestations
En 962, le nom de la commune est cité pour la première fois par l'empereur Otton Ier[réf. nécessaire]. 

### Étymologie
Le nom Serravalle signifie « qui ferme la vallée » en référence à sa position géographique qui ferme les dernières collines de la vallée de l'Ausa avant la plaine de la Romagne.

## Histoire
Le territoire fut longtemps considéré comme un avant poste des Malatesta à la frontière de la République de Saint Marin[réf. nécessaire].

### 1453: rattachement à Saint-Marin
La ville et ses terres ont été rattachées à Saint-Marin en 1463, lors de la dernière expansion territoriale de la République[réf. nécessaire]. 

## Politique et administration

### Liste des maires
| Période                                  | Période         | Identité | Étiquette | Qualité |
| ---------------------------------------- | --------------- | -------- | --------- | ------- |
| Les données manquantes sont à compléter. |                 |          |           |         |
| ?                                        | ?               | ?        |           |         |
| ?                                        | En cours (au ?) | ?        | ?         | ?       |

## Population et société

### Démographie
Serravalle est la localité la plus peuplée du pays ; elle comptait 10 532 habitants en 2012.

### Sports
La commune de Serravalle dispose de nombreux équipements sportifs : un grand complexe sportif, un stade de football, une piste d'athlétisme, une piscine qui peut accueillir des compétitions internationales et un stade de baseball[réf. nécessaire].

### Cultes

#### Shintoïsme
La commune accueille le premier sanctuaire shintoïste en Europe,[réf. nécessaire].

## Économie

### Entreprises
Le long de la frontière avec l'Italie, profitant de la règlementation hors Union européenne, de nombreuses entreprises sont installées, formant une grande zone d'activités économiques attirant une main-d'œuvre importante, venant principalement d'Italie[réf. nécessaire].

## Culture locale et patrimoine

### Patrimoine culturel
De nombreuses scènes du film Roméo et Juliette (de Franco Zeffirelli) ont été tournées à Serravalle.

### Personnalités liées à la commune
- Ciro Benedettini (né en 1946 à Serravalle) : prédicateur, conférencier, journaliste et prêtre passionniste saint-marinais, directeur adjoint du Bureau de Presse du Saint-Siège entre 1995 et 2016.

### Héraldique, logotype et devise
|  | Serravalle (Saint-Marin) possède des armoiries dont l'origine et le blasonnement exact ne sont pas disponibles. |